# Hesdigneul-lès-Béthune

Hesdigneul-lès-Béthune este o comună în departamentul Pas-de-Calais, Franța. În 1 ianuarie 2022 avea o populație de 842 de locuitori.